# Se, jag bär bud om en stor glädje
Se, jag bär bud om en stor glädje är skriven 1914 av John Morén. Det är ett Introitus till Julotta.

## Publicerad i
- Den svenska mässboken 1942, del 2.
- Gudstjänstordning 1976, del II Musik.
- Den svenska kyrkohandboken 1986 under Julotta - Introitus.